# Hofanlage Midlumer Südermarren 29
Die Hofanlage Midlumer Südermarren 29, südwestlich vom Dorf, in der niedersächsischen Gemeinde Wurster Nordseeküste, Ortschaft Midlum, im Landkreis Cuxhaven stammt aus der Mitte des 19. Jahrhunderts.
Aktuell (2024) wird sie landwirtschaftlich genutzt.
Die Gebäude stehen unter Denkmalschutz (siehe auch Liste der Baudenkmale in Wurster Nordseeküste).

## Beschreibung
Die Hofanlage besteht aus:
- dem eingeschossigen verklinkerten traufständigen Wohn- und Wirtschaftsgebäude als Zweiständer-Hallenhaus von 1849 (Inschrift) mit reetgedecktem Satteldach mit einer Fledermausgaube, im teils verbretterten Wirtschaftsgiebel mit zwei rundbogigen Fenstern und der Grooten Door mit Korbbogen, im teils verbretterten Wohngiebel und im Wohnteil mit eckigen Fenstern und einer ansonsten schmucklosen Fassade,[2]
- dem eingeschossigen verklinkerten Backhaus mit Satteldach von um 1870,[3]
- der Wurt,
- der umschließenden Graft als Wassergraben
- sowie den nicht denkmalgeschützten Nebenanlagen.

Das Landesdenkmalamt befand u. a.: „… von einem Graben umschlossene Wurt … aufgrund ihrer geschichtlichen Bedeutung im Rahmen der Ortsgeschichte sowie als beispielhaftes Zeugnis für die Anlage von Hofstellen auf Wurten …“